# Франц Андрисек
Франц Андрисек (нім. Franz Andrysek, 8 лютого 1906 — 9 лютого 1981) — австрійський важкоатлет.
Олімпійський чемпіон 1928 року в категорії до 60 кг.